# Timekeeper
Timekeeper è una raccolta dei successi del gruppo tedesco Mob Rules, pubblicato nel 2016 dalla SPV Records.

## I tre dischi
Il primo disco, intitolato The Best è una raccolta di brani pubblicati dalla band quando era sotto l'etichetta SPV, vale a dire dal 2000 al 2009.
Il secondo disco, Friends, vede una serie di special guest duettare con il front man Klaus Dirks, ma anche altri musicisti tra cui vanno segnalati: Udo Dirkschneider e Marco Wriedt (U.D.O.), Amanda Somerville e Herbie Langhans (Avantasia), Michael Ehré (Gamma Ray), Peavy Wagner (Rage), Sascha Paeth (Avantasia). Il disco contiene inoltre una versione orchestrale di un brano inedito.
Il terzo disco, Single, contiene un brano inedito e una versione live di un classico della band.

## Il DVD
Il quarto disco della raccolta, Mob Rules Over America, è un DVD contenente 11 brani live registrati al ProgPower USA 2011; il disco contiene inoltre 5 videoclip e 7 bootleg (videoclip non ufficiali, versioni live di alcuni brani, backstage e interviste).

## Tracce

### Disco 1 - The Best
1. Temple Fanfare – 2:24
2. Pilot of Earth – 2:48
3. Black Rain – 5:42
4. Cannibal Nation – 4:16
5. Astral Hand – 5:47
6. Close My Eyes – 6:21
7. Dead Man's Face – 5:40
8. Among the Gods – 7:30
9. In the Land of Wind and Rain – 6:01
10. Hollowed Be Thy Name – 5:55
11. Last Farewell – 4:26
12. Ice and Fire – 5:35
13. Lord of Madness (live) – 5:39
14. With Sparrows – 5:39
15. Rain Song (live) – 5:47

Durata totale: 79:30

### Disco 2 - Friends
1. Insurgeria (acoustic) – 3:26 (Udo Dirkschneider & Marco Wriedt)
2. Celebration Day (acoustic) – 6:14 (Bernhard Weiß)
3. Lights Out (acoustic) – 5:13 (Peter Knorn)
4. End Of All Days (acoustic) – 8:33 (Amanda Somerville & Corvin Bahn)
5. Broken (new track) – 3:38
6. All Above The Atmosphere (acoustic) – 4:00 (Herbie Langhans & Herman Frank)
7. Coast To Coast (acoustic) – 4:22 (Michael Ehré, Stephan Lill & Chity Somapala)
8. How The Gypsy Was Born (acoustic) – 5:53 (Peter Wagner)
9. Run With The Wolf (acoustic) – 3:40 (Sascha Paeth)
10. My Kingdom Come (orchestral version) – 3:39 (Corvin Bahn)

Durata totale: 48:38

### Disco 3 - Single
1. My Kingdom Come (new track) – 5:12
2. Meet You in Heaven (live at Pumpwerk) – 4:40

Durata totale: 9:52

### Disco 4 - DVD
1. Mob Rules Over America (Live at ProgPower USA 2011)
2. The Official Videos
3. Bonus - The Roadmob Bootlegs

## Formazione
Membri del gruppo
- Klaus Dirks - voce
- Matthias Mineur - chitarra
- Sven Lüdke - chitarra
- Oliver Fuhlhage - chitarra
- Markus Brinkmann - basso
- Thorsten Plorin - basso
- Jan Christian Halfbrodt - tastiera
- Sascha Onnen - tastiera
- Nikolas Fritz - batteria
- Arved Mannott - batteria

Special Guest
- Udo Dirkschneider, Marco Wriedt, Peter Knorn, Amanda Somerville, Corvin Bahn, Herbie Langhans, Herman Frank, Michael Ehré, Stephan Lill, Chity Somapala, Peavy Wagner, Sascha Paeth.